# Иссарлес
Иссарле́с (фр. и окс. Issarlès) — коммуна во Франции, находится в регионе Рона — Альпы. Департамент коммуны — Ардеш. Входит в состав кантона Кукурон. Округ коммуны — Ларжантьер.
Код INSEE коммуны — 07106.

## Население
Население коммуны на 2008 год составляло 165 человек.
| 1962 | 1968 | 1975 | 1982 | 1990 | 1999 | 2008 |
| ---- | ---- | ---- | ---- | ---- | ---- | ---- |
| 516  | 428  | 332  | 245  | 217  | 166  | 165  |

## Экономика

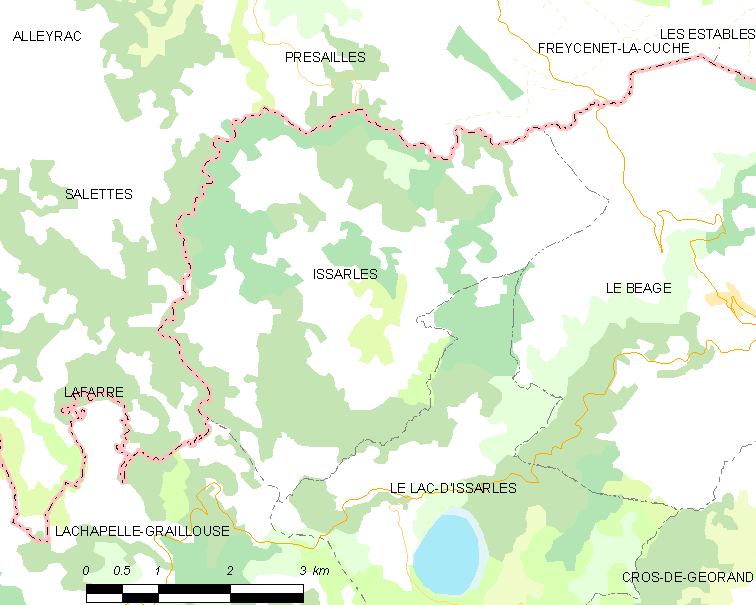
Карта коммуны

В 2007 году среди 95 человек в трудоспособном возрасте (15—64 лет) 53 были экономически активными, 42 — неактивными (показатель активности — 55,8 %, в 1999 году было 61,4 %). Из 53 активных работали 49 человек (37 мужчин и 12 женщин), безработных было 4 (2 мужчин и 2 женщины). Среди 42 неактивных 6 человек были учениками или студентами, 18 — пенсионерами, 18 были неактивными по другим причинам.

## Достопримечательности
- Церковь XI века
- Бывшая церковно-приходская школа XIX века
- Старые дома со стенами из гранита и крышами под шифером
- Минеральные источники в долине